# Verband der ölsaatenverarbeitenden Industrie in Deutschland
OVID Verband der ölsaatenverarbeitenden Industrie in Deutschland e.V., bis 2008 Verband Deutscher Oelmühlen e.V. (VDOe), ist eine Interessenvertretung von ölsaatenverarbeitenden und ölraffinierenden Unternehmen in Deutschland. Der Verband sieht sich als Schnittstelle zwischen den Mitgliedsunternehmen, politischen Entscheidungsträgern, Wirtschaftsverbänden, der Wissenschaft und Institutionen. Bis zur Namensänderung am 19. Mai 2008 lautete die Verbandsbezeichnung Verband Deutscher Oelmühlen e.V. (VDOe).
Der Verein setzt sich nach eigenen Angaben für eine nachhaltige Landwirtschaft und gegen die Abholzung von Regenwäldern beim Anbau von Ölsaaten ein.

## Geschichte
Am 15. Dezember 1884 traten in Berlin deutsche Ölmüller zusammen und unterbreitete dem Reichstag eine Petition der deutschen Ölmühlen-Industriellen, die sich gegen die von landwirtschaftlicher Seite beantragten Zollerhöhungen auf ausländische Ölfrüchte, speziell Raps und Rübsen, richtete. Eine im November 1898 an den Bundesrat gerichtete Eingabe „Bitte der Deutschen Ölindustriellen um Erhöhung des Eingangszolles auf Baumwollsaatöl“ trägt die Unterschrift von 122 Ölmühlen.
Auf der Ölmüllerversammlung am 23. März 1900 in Berlin wurde der Vorschlag zur Gründung eines Verbandes deutscher Ölmühlen einstimmig angenommen, um die gemeinsamen Interessen intern und extern zu vertreten. Auf Einladung von 19 Firmen versammelten sich am 19. April Inhaber und Vertreter von 60 deutschen Ölmühlen in einer Generalversammlung in der Berliner Börse und gründeten den „Verband der Deutschen Oelmühlen e.V. (VDOe)“ zur Wahrung ihrer gemeinschaftlichen Interessen. Vor dem Hintergrund neuer Aufgaben und Schwerpunkte in den Bereichen Handels-, Umwelt und Agrarpolitik beschloss der Verband 2008, sich umzubenennen. Seit dem 19. Mai 2008 firmiert er unter OVID Verband der ölsaatenverarbeitenden Industrie in Deutschland e.V. und tritt mit neuem Logo und veränderter Außendarstellung auf. Das Verbandslogo wurde 2025 erneut überarbeitet.

## Mitglieder
Der Verband vertritt folgende 19 industrielle Ölmühlen in Deutschland:
- ADM Hamburg AG, Hamburg
- ADM Mainz GmbH, Mainz
- ADM Spyck GmbH, Rozenburg
- ADM Spyck GmbH, Straubing
- Alberdingk Boley GmbH, Krefeld
- Bunge Deutschland GmbH, Mannheim
- Cargill GmbH, Hamburg
- Cargill GmbH, Riesa
- Cargill GmbH, Salzgitter
- C. Thywissen GmbH, Neuss
- HOBUM Oleochemicals GmbH
- Louis Dreyfus Company Wittenberg GmbH
- Olenex Edible Oils GmbH, Brake (ADM/Wilmar)
- Olenex Edible Oils GmbH, Hamburg (ADM/Wilmar)
- Oleon GmbH, Emmerich
- Protein & Ölwerke Neuss GmbH & Co. KG, Neuss
- Viterra Lubmin GmbH
- Viterra Magdeburg GmbH
- Walter Rau Neusser Öl und Fett AG, Neuss

## Mitgliedschaften
Nationale und internationale Mitgliedschaften des Verbandes:
- Bundesvereinigung der deutschen Ernährungsindustrie e.V. (BVE), Berlin
- Deutsche Gesellschaft für Fettwissenschaft (DGF)
- Europäische Bewegung Deutschland e.V. (EBD)
- Fachagentur Nachwachsende Rohstoffe e.V. (FNR), Gülzow
- Forschungskreis der Ernährungsindustrie e.V. (FEI), Bonn
- Forum Nachhaltiges Palmöl (FONAP), Bonn
- Forum Moderne Landwirtschaft (FML), Berlin
- Gesellschaft zur Zertifizierung nachhaltig erzeugter Biomasse (RedCert), Bonn
- Grain Club, Berlin
- International Sustainability and Carbon Certification (ISCC), Köln
- Lebensmittelverband Deutschland e.V., Berlin
- Roundtable on Sustainable Palm Oil (RSPO)
- Round Table on Responsible Soy (RTRS)
- Union zur Förderung von Öl- und Proteinpflanzen e.V. (UFOP), Berlin
- Vereinigung der Europäischen Ölmühlenindustrie (FEDIOL), Brüssel
- Verband der Deutschen Biokraftstoffindustrie e.V. (VDB), Berlin